# Zoe Bourke
Zoe Bourke (ur. 1 sierpnia 1989) – australijska judoczka.
Brązowa medalistka mistrzostw Oceanii w 2008. Mistrzyni Australii w 2009 roku.